# Список Героев Узбекистана
В статье представлен список лиц, которым присвоено звание «Герой Узбекистана». Список содержит информацию о дате присвоения звания, месте работы и должности на момент награждения, ссылки на соответствующие указы.

## Список Героев Узбекистана

### 1990-е
| Дата награждения | Фамилия, имя, отчество                | Должность и место работы на момент награждения                                                                                             | Источник |
| ---------------- | ------------------------------------- | --- | -------- |
| 5 мая 1994       | Каримов, Ислам Абдуганиевич           | Президент Узбекистана | [ УП 1 ] |
| 30 августа 1995  | Алимухаммедов, Эркин Хайдарович       | слесарь-сборщик Ташкентского авиационного производственного объединения имени В. П. Чкалова                                                | [ УП 2 ] |
| 30 августа 1995  | Мамажонов, Комилжон                   | бригадир коллективного хозяйства имени Х. Марозикова Ташлакского района Ферганской области                                                 | [ УП 2 ] |
| 30 августа 1995  | Панин, Анатолий Николаевич            | бригадир машинистов экскаватора северного рудоуправления рудника «Восток» Навоийского горно-металлургического комбината                    | [ УП 2 ] |
| 30 августа 1995  | Рузиев, Бурон                         | оператор нефтегазодобычи управления газового месторождения «Муборакгаз» государственного акционерного объединения «Узнефтегазказибчикариш» | [ УП 2 ] |
| 30 августа 1995  | Темирова, Муяссар                     | старший мастер участка по изготовлению высокохудожественных изделий Бухарского акционерного общества «Зардуз»                              | [ УП 2 ] |
| 26 августа 1996  | Абдурасулов, Содикджан                | бригадир зерноводов коллективного хозяйства «Олтин водий» Шахриханского района, Андижанская область                                        | [ УП 3 ] |
| 26 августа 1996  | Асадов, Мирумар                       | реставратор Самаркандской специальной научно-реставрационной производственной мастерской, Самаркандская область                            | [ УП 3 ] |
| 26 августа 1996  | Кочкарова, Айшахон                    | заведующая отделением Наманганского областного родильного дома                                                                             | [ УП 3 ] |
| 26 августа 1996  | Кучерский, Николай Иванович           | председатель Кызылкумского государственного концерна редких металлов и золота Республики Узбекистан                                        | [ УП 3 ] |
| 26 августа 1996  | Файзуллаев, Иброхим                   | председатель коллективного хозяйства им. Сабира Рахимова Денауского района, Сурхандарьинская область                                       | [ УП 3 ] |
| 26 августа 1997  | Мадалиева, Манзура Абдуллаевна        | преподаватель математики средней школы № 10 города Коканда, Ферганская область                                                             | [ УП 4 ] |
| 26 августа 1997  | Саитова, Онессия Саитовна             | заведующая гинекологическим отделением роддома № 1 Республики Каракалпакстан                                                               | [ УП 4 ] |
| 26 августа 1997  | Умаров, Холходжа Мукаррамович         | бригадир штукатуров строительного управления № 42 акционерного общества «Тошмахсуспардозкурилиш» корпорации «Тошкентуйжойинвесткурилиш»    | [ УП 4 ] |
| 26 августа 1997  | Куваков, Машарип                      | председатель правления коллективного хозяйства «Богот» Багатского района, Хорезмская область                                               | [ УП 4 ] |
| 26 августа 1998  | Зиятов, Парда                         | бригадир хлопководческой бригады коллективного хозяйства им. Хамракула Насирова Джизакского района, Джизакская область                     | [ УП 5 ] |
| 26 августа 1998  | Обидов Кобилджон Гофурович            | хоким Андижанской области | [ УП 5 ] |
| 26 августа 1998  | Орипов, Абдулла                       | народный поэт Узбекистана, председатель Союза писателей республики                                                                         | [ УП 5 ] |
| 26 августа 1998  | Турдиев, Жонсаид                      | машинист экскаватора рудника «Колмакыр» Алмалыкского горно-металлургического комбината, Ташкентская область                                | [ УП 5 ] |
| 26 августа 1998  | Курбанов, Анвар Сарманович            | бригадир передвижной механизированной колонны № 49 АО «Сырдарьяоблколхозстрой», Сырдарьинская область                                      | [ УП 5 ] |
| 3 августа 1999   | Абдуллаев, Дустмурод                  | бригадир кооперативного хозяйства имени Р. Махманова Пахтачийского района Самаркандской области                                            | [ УП 6 ] |
| 3 августа 1999   | Абдурахимов, Абдували                 | бригадир кооперативного хозяйства «Узбекистон мустакиллигининг 5 йиллиги» Чартакского района Наманганской области                          | [ УП 6 ] |
| 3 августа 1999   | Аламатов, Атахон                      | бригадир коллективного хозяйства имени У. Карабоева Мархаматского района Андижанской области                                               | [ УП 6 ] |
| 3 августа 1999   | Рахмонов, Гайбулло                    | арендатор кооперативного хозяйства имени Ш. Рашидова Касбинского района Кашкадарьинской области                                            | [ УП 6 ] |
| 25 августа 1999  | Вохидов, Эркин                        | народный поэт Узбекистана | [ УП 7 ] |
| 25 августа 1999  | Исматова, Мавлюда                     | народный учитель Республики Узбекистан, директор средней школы № 273 Юнусабадского района, город Ташкент                                   | [ УП 7 ] |
| 25 августа 1999  | Рахматова, Мартия Ахметовна           | прядильщица прядильно-ткацкой фабрики № 1 акционерного общества «Бухоротекс», Бухарская область                                            | [ УП 7 ] |
| 25 августа 1999  | Саид Ахмад (Хусанходжаев, Саид Ахмад) | народный писатель Узбекистана | [ УП 7 ] |
| 25 августа 1999  | Умаров, Улугбек Юнусович              | машинист автоскрепера Ферганского эксплуатационного линейного управления автомобильных дорог                                               | [ УП 7 ] |

### 2000-е
| Дата награждения | Фамилия, имя, отчество                   | Должность и место работы на момент награждения                                                                                                   | Источник  |
| ---------------- | ---------------------------------------- | --- | --------- |
| 25 августа 2000  | Аблакулов, Хазрат                        | главный подрядчик кооперативного хозяйства имени С. Айни Гиждуванского района, Бухарская область                                                 | [ УП 8 ]  |
| 25 августа 2000  | Джуманиязов, Бекдурди                    | главный подрядчик кооперативного хозяйства «Узбекистон» Хивинского района, Хорезмская область                                                    | [ УП 8 ]  |
| 25 августа 2000  | Джураев, Юрсинбай                        | главный подрядчик кооперативного хозяйства имени Б. Отакулова Алтыарикского района, Ферганская область                                           | [ УП 8 ]  |
| 23 августа 2001  | Мухамадиев, Рахман Оманович              | главный врач областной больницы глазных болезней, Сурхандарьинская область                                                                       | [ УП 9 ]  |
| 23 августа 2001  | Муминов, Кабул                           | кузнец Мубарекского газоперерабатывающего завода, Кашкадарьинская область                                                                        | [ УП 9 ]  |
| 23 августа 2001  | Пак, Вера Борисовна                      | директор «Дома милосердия» № 20 города Хивы, Хорезмская область                                                                                  | [ УП 9 ]  |
| 23 августа 2001  | Ризаев, Тожибой                          | председатель правления ширкатного хозяйства «Заркент» Паркентского района, Ташкентская область                                                   | [ УП 9 ]  |
| 23 августа 2001  | Утениязов, Алланияз                      | руководитель фермерского хозяйства «Саховат» Нукусского района, Республика Каракалпакстан                                                        | [ УП 9 ]  |
| 23 августа 2002  | Акрамова, Дилбар                         | председатель правления Наманганского областного филиала Узбекского фонда «Мехр-шафкат ва саломатлик»                                             | [ УП 10 ] |
| 23 августа 2002  | Бобожонов, Ислом Олимович                | хоким Хорезмской области | [ УП 10 ] |
| 23 августа 2002  | Зокиров, Марат                           | директор лицея одарённых детей при Джизакском государственном педагогическом институте                                                           | [ УП 10 ] |
| 23 августа 2002  | Латипов, Азим Шукурович                  | председатель ширкатного хозяйства «Бухоро» Шафирканского района Бухарской области                                                                | [ УП 10 ] |
| 23 августа 2002  | Саидов, Муродулло                        | председатель ширкатного хозяйства «Жейнов» Усман-Юсуповского района Кашкадарьинской области                                                      | [ УП 10 ] |
| 23 августа 2002  | Шарафиддинов, Озод Обидович              | главный редактор журнала «Жахон адабиёти», литературовед                                                                                         | [ УП 10 ] |
| 25 августа 2003  | Абдуразаков, Абдурахман                  | оператор сталеплавильного цеха акционерного производственного объединения «Узбекский металлургический комбинат»                                  | [ УП 11 ] |
| 25 августа 2003  | Мухамеджанов, Закир (Зикир Мухамаджанов) | актёр Узбекского национального академического драматического театра                                                                              | [ УП 11 ] |
| 25 августа 2003  | Нарзуллоев, Ахмат Имидович               | председатель фермерского хозяйства «Лочин» Денауского района Сурхандарьинской области                                                            | [ УП 11 ] |
| 25 августа 2003  | Сагатов, Серикбай Жузжасарович           | главный чабан ширкатного хозяйства «Бирлик» Тамдынского района Навоийской области                                                                | [ УП 11 ] |
| 25 августа 2003  | Эргашев, Аваз                            | председатель ширкатного хозяйства имени Х. Низаматова Джамбайского района Самаркандской области                                                  | [ УП 11 ] |
| 25 августа 2003  | Каипбергенов, Тулепберген                | председатель Союза писателей Республики Каракалпакстан                                                                                           | [ УП 11 ] |
| 25 августа 2004  | Ибрагимов, Толкун Юльчибаевич            | машинист тепловоза локомотивного депо «Ўзбекистон» Государственно-акционерной железнодорожной компании «Узбекистон темир йуллари»                | [ УП 12 ] |
| 25 августа 2004  | Махмудова, Анар Мадаминовна              | директор школы № 5 имени Ибн Сино Гурлянского района, Хорезмская область                                                                         | [ УП 12 ] |
| 25 августа 2004  | Хамидов, Абдураим                        | подрядчик ширкатного хозяйства «Узбекистон» Туракурганского района, Наманганская область                                                         | [ УП 12 ] |
| 25 августа 2004  | Юсупов, Ибрагим                          | народный поэт Узбекистана | [ УП 12 ] |
| 25 августа 2005  | Адилов, Агытай                           | председатель правления ширкатного хозяйства «Тахтакупыр» Тахтакупырского района, Республика Каракалпакстан                                       | [ УП 13 ] |
| 25 августа 2005  | Темиров, Батыр Даминович                 | механик технологического цеха № 1 Ферганского нефтеперерабатывающего завода                                                                      | [ УП 13 ] |
| 25 августа 2006  | Абдуллаев, Абдугани                      | мастер резьбы по дереву Кокандского художественно-производственного предприятия Республиканской творческой ассоциации «Усто»                     | [ УП 14 ] |
| 25 августа 2006  | Абдуллаходжаева, Малика Саматовна        | директор Республиканского патологоанатомического центра, академик                                                                                | [ УП 14 ] |
| 25 августа 2006  | Илясов, Баходир Киёмович                 | монтёр пути 214-й путевой машинной станции Государственной акционерной компании «Узбекистон темир йуллари»                                       | [ УП 14 ] |
| 25 августа 2006  | Саматов, Саме                            | директор академического лицея при Гулистанском государственном университете, Сырдарьинская область                                               | [ УП 14 ] |
| 25 августа 2006  | Хайтметов, Гулмат                        | руководитель фермерского хозяйства «Хайтиммат ота» Гурленского района, Хорезмская область                                                        | [ УП 14 ] |
| 22 августа 2007  | Махкамов, Хамза Хаитович                 | машинист железнодорожного строительного механизма 166-й путевой машинной станции государственной акционерной компании «Узбекистон темир йуллари» | [ УП 15 ] |
| 24 августа 2007  | Дадахонов, Тоир                          | бригадир монтажников-сварщиков строительного управления № 50 акционерного общества «12-курилиш трести», г. Ташкент                               | [ УП 16 ] |
| 24 августа 2007  | Мирзаева, Халчахон                       | руководитель фермерского хозяйства «Хатича ая» Туракурганского района, Наманганская область                                                      | [ УП 16 ] |
| 24 августа 2007  | Рахманов, Сайдали Парманович             | машинист экскаватора карьера «Калмакир» открытого акционерного общества «Олмалик кон металлургия комбинати», Ташкентская область                 | [ УП 16 ] |
| 24 августа 2007  | Сайдазимов, Зархужа Муратович            | пилот-инструктор летного отряда «Боинг» Национальной авиакомпании «Узбекистон хаво йуллари»                                                      | [ УП 16 ] |
| 26 августа 2008  | Абдуллаева, Сиёсатхон                    | руководитель фермерского хозяйства «Олтинкул водий гулшани» Алтинкульского района, Андижанская область                                           | [ УП 17 ] |
| 26 августа 2008  | Бахромов, Исахан Насирович               | руководитель фермерского хозяйства «Саидносирхон» Ангорского района, Сурхандарьинская область                                                    | [ УП 17 ] |
| 26 августа 2008  | Каримов, Эгамберган Каримович            | директор Ургенчского автомобильно-дорожного профессионального колледжа, Хорезмская область                                                       | [ УП 17 ] |
| 26 августа 2008  | Сойибов, Фархат Яхшиевич                 | начальник цеха Гидрометаллургического завода № 2 Центрального рудоуправления Навоийского горно-металлургического комбината                       | [ УП 17 ] |
| 26 августа 2008  | Хожаниязов, Гайратдин                    | заведующий отделом археологии института истории, археологии и этнографии Каракалпакского отделения Академии наук Республики Узбекистан           | [ УП 17 ] |
| 25 августа 2009  | Иброгимов, Комил                         | начальник смены производственно-технического отдела открытого акционерного общества «Навоийская теплоэлектростанция», Навоийская область         | [ УП 18 ] |
| 25 августа 2009  | Нарзиев, Тура Икрамович                  | экскаваторщик 4-го передвижного механизированного отряда акционерного общества «Аму-Бухороканалкурилиш», Бухарская область                       | [ УП 18 ] |
| 25 августа 2009  | Туйчиев, Алим Исмаилович                 | плавильщик цеха электрической плавки металла акционерного производственного объединения «Узбекистон металлургия комбинати», Ташкентская область  | [ УП 18 ] |

### 2010-е
| Дата награждения | Фамилия, имя, отчество              | Должность и место работы на момент награждения | Источник  |
| ---------------- | ----------------------------------- | --- | --------- |
| 24 августа 2010  | Зияев, Юсуп Мингкабилович           | машинист железнодорожного строительного механизма 166-й путевой машинной станции Государственной акционерной железнодорожной компании «Узбекистон темир йуллари»                                  | [ УП 19 ] |
| 24 августа 2010  | Гопиров, Камолидин                  | директор 53-й школы-интерната Шахриханского района, Андижанская область | [ УП 19 ] |
| 24 августа 2010  | Эргашева, Патила                    | руководитель фермерского хозяйства «Патилахон» Бувайдинского района, Ферганская область | [ УП 19 ] |
| 23 августа 2011  | Сейтназаров, Сарсенбай Ержанович    | руководитель фермерского хозяйства «Тайымбет» Тахтакупырского района, Республика Каракалпакстан                                                                                                   | [ УП 20 ] |
| 23 августа 2011  | Фарманов, Александр Касымович       | председатель правления – генеральный директор открытого акционерного общества «Алмалыкский горно-металлургический комбинат»                                                                       | [ УП 20 ] |
| 23 августа 2011  | Косимов, Хасанбой Хатамович         | главный технолог отдела производственной технологии акционерного общества «GM O‘zbekiston», Андижанская область                                                                                   | [ УП 20 ] |
| 23 августа 2012  | Турдиев, Содикжон                   | руководитель фермерского хозяйства «Асака жилоси» Асакинского района, Андижанская область | [ УП 21 ] |
| 23 августа 2012  | Камилов, Халиджан Махамаджанович    | профессор кафедры офтальмологии Ташкентского института усовершенствования врачей, город Ташкент                                                                                                   | [ УП 21 ] |
| 23 августа 2012  | Шаимов, Мирзахмат Исматович         | главный инженер открытого акционерного общества «Сирдарё иссиклик электр станцияси», Сырдарьинская область                                                                                        | [ УП 21 ] |
| 22 августа 2013  | Азларов, Тургун Рахматович          | учитель математики и информатики средней общеобразовательной школы № 40 Шайхантохурского района, город Ташкент                                                                                    | [ УП 22 ] |
| 22 августа 2013  | Раматов, Ачилбай Жуманиязович       | председатель правления государственной акционерной компании «Ўзбекистон темир йўллари» | [ УП 22 ] |
| 22 августа 2013  | Эшматов, Анорбой Аббасович          | руководитель фермерского хозяйства «Анвар» Пахтакорского района, Джизакская область | [ УП 22 ] |
| 22 августа 2014  | Базаров, Абдимурат                  | руководитель фермерского хозяйства «Бозор ўғли Абди» Камашинского района, Кашкадарьинская область                                                                                                 | [ УП 23 ] |
| 22 августа 2014  | Маматкулов, Шукуржон                | директор Алтынкульского экономического колледжа, Андижанская область | [ УП 23 ] |
| 22 августа 2014  | Низамходжаев, Зайниддин Махаматович | заведующий отделом Республиканского специализированного центра хирургии имени академика В. Вахидова                                                                                               | [ УП 23 ] |
| 25 августа 2015  | Ганиева, Суйима Ганиевна            | профессор кафедры классической филологии Ташкентского государственного института востоковедения, город Ташкент                                                                                    | [ УП 24 ] |
| 25 августа 2015  | Санакулов, Кувандик                 | генеральный директор государственного предприятия «Навоийский горно-металлургический комбинат», Навоийская область                                                                                | [ УП 24 ] |
| 25 августа 2015  | Топволдиев, Таваккал Темирович      | председатель Андижанского областного отдела фонда «Нуроний» | [ УП 24 ] |
| 25 августа 2015  | Хосилов, Аваз                       | руководитель фермерского хозяйства «Ҳосил» Каттакурганского района, Самаркандская область | [ УП 24 ] |
| 23 августа 2016  | Курбанов, Равшанбек Давлетович      | директор акционерного общества «Республиканский специализированный центр кардиологии» | [ УП 25 ] |
| 23 августа 2016  | Ражабов, Шарипбой                   | руководитель фермерского хозяйства «Боғот» Багатского района, Хорезмская область | [ УП 25 ] |
| 23 августа 2016  | Умматов, Эркин Рахманович           | заместитель начальника дирекции по капитальному строительству акционерного общества «Ўзбекистон темир йўллари» — начальник строительства электрифицированной железнодорожной линии «Ангрен — Пап» | [ УП 25 ] |
| 23 августа 2016  | Шарапова, Мухаббат Араповна         | учитель математики специализированной школы-интерната № 2 города Карши, Кашкадарьинская область                                                                                                   | [ УП 25 ] |
| 28 августа 2019  | Ерниязов, Муса Тажетдинович         | Председатель Жокаргы Кенеса Республики Каракалпакстан | [ УП 26 ] |
| 28 августа 2019  | Муротова, Лола Неъматовна           | Руководитель фермерского хозяйства «Нурли обод» Алтыарыкского района Ферганской области | [ УП 26 ] |
| 28 августа 2019  | Нормурадов, Хасан Норбекович        | Председатель Самаркандского областного отдела фонда «Нуроний» | [ УП 26 ] |

### 2020-е
| Дата награждения | Фамилия, имя, отчество           | Должность и место работы на момент награждения                                                    | Источник  |
| ---------------- | -------------------------------- | ------------------------------------------------------------------------------------------------- | --------- |
| 24 августа 2021  | Ахмедов, Мухамад Исматович       | руководитель фермерского хозяйства «Маданият Мухаммад Исмат» Бухарского района, Бухарская область | [ УП 27 ] |
| 24 августа 2021  | Аюпов, Шавкат Абдуллаевич        | директор Института математики Академии наук Республики Узбекистан                                 | [ УП 27 ] |
| 24 августа 2021  | Гафуров, Ибрагим Усманович       | член Союза писателей Узбекистана, учёный-литературовед                                            | [ УП 27 ] |
| 24 августа 2021  | Юлчиева, Муножатхон Абдувалиевна | заведующая кафедрой традиционного исполнительства Государственной консерватории Узбекистана       | [ УП 27 ] |

### Указы Президента
1. ↑  В соответствии с Архивная копия от 16 января 2020 на Wayback Machine постановлением Верховного Совета Республики Узбекистан от 5 мая 1994 года № 1048-XII
2. ↑  Указ Президента Республики Узбекистан от 30 августа 1995 года № УП-1236 «О присвоении звания “Узбекистон кахрамони” группе особо отличившихся в труде граждан республики»
3. ↑  Указ Президента Республики Узбекистан от 26 августа 1996 года № УП-1545 «О присвоении звания “Узбекистон Кахрамони”»
4. ↑  Указ Президента Республики Узбекистан от 26 августа 1997 года № УП-1833 «О присвоении звания “Узбекистон Кахрамони”»
5. ↑  Указ Президента Республики Узбекистан от 26 августа 1998 года № УП-2070 «О присвоении звания “Узбекистон Кахрамони”»
6. ↑  Указ Президента Республики Узбекистан от 3 августа 1999 года № УП-2347 «О присвоении звания “Узбекистон Кахрамони”»
7. ↑  Указ Президента Республики Узбекистан от 25 августа 1999 года № УП-2378 «О присвоении звания “Узбекистон Кахрамони”»
8. ↑  Указ Президента Республики Узбекистан от 25 августа 2000 года № УП-2701 «О присвоении звания “Узбекистон Кахрамони”»
9. ↑  Указ Президента Республики Узбекистан от 23 августа 2001 года № УП-2918 «О присвоении звания “Узбекистон Кахрамони”»
10. ↑  Указ Президента Республики Узбекистан от 23 августа 2002 года «О присвоении звания «Узбекистон Кахрамони» Архивная копия от 3 ноября 2023 на Wayback Machine // Народное слово выпуск № 172 (2994)]
11. ↑  Указ Президента Республики Узбекистан от 25 августа 2003 года «О присвоении звания «Узбекистон Кахрамони» Архивная копия от 3 ноября 2023 на Wayback Machine // Народное слово выпуск № 172 (3264)]
12. ↑  Указ Президента Республики Узбекистан от 25 августа 2004 года № УП-3476 «О присвоении звания “Узбекистон Кахрамони”»
13. ↑  Указ Президента Республики Узбекистан от 25 августа 2005 года № УП-3649 «О присвоении звания “Узбекистон Кахрамони”»
14. ↑  Указ Президента Республики Узбекистан от 25 августа 2006 года № УП-3789 «О присвоении звания “Узбекистон Кахрамони”»
15. ↑  Указ Президента Республики Узбекистан от 22 августа 2007 года № УП-3910 «О присвоении звания «Узбекистон Кахрамони»
16. ↑  Указ Президента Республики Узбекистан от 24 августа 2007 года № УП-3914 «О присвоении звания «Узбекистон Кахрамони»
17. ↑  О присвоении звания «Узбекистон Кахрамони». УзА. 26 августа 2008. Архивировано 12 августа 2010. Дата обращения: 18 января 2020.
18. ↑  Указ Президента Республики Узбекистан от 25 августа 2009 года № УП-4131 «О присвоении звания «Узбекистон Кахрамони»
19. ↑  Указ Президента Республики Узбекистан от 24 августа 2010 года № УП-4236 «О присвоении звания «Узбекистон Кахрамони»
20. ↑  Ислам Каримов присвоил звание героя ряду тружеников страны. Узинформ. 23 августа 2011. Архивировано 21 января 2012. Дата обращения: 18 января 2020.
21. ↑  Указ Президента Республики Узбекистан от 23 августа 2012 года № УП-4466 «О присвоении звания «Узбекистон Кахрамони»
22. ↑  Указ Президента Республики Узбекистан от 22 августа 2013 года «О присвоении звания «Ўзбекистон Қаҳрамони» Архивная копия от 3 ноября 2023 на Wayback Machine // Народное слово выпуск № 164 (5808)
23. ↑  Указ Президента Республики Узбекистан от 22 августа 2014 года № УП-4644 «О присвоении звания «Узбекистон Кахрамони»
24. ↑  О присвоении звания «Ўзбекистон Қаҳрамони». УзА. 25 августа 2015. Архивировано 1 января 2016. Дата обращения: 18 января 2020.
25. ↑  Указ Президента Республики Узбекистан от 23 августа 2016 года № УП-4823 «О присвоении звания «Узбекистон Кахрамони»
26. ↑  О присвоении звания «Ўзбекистон Қаҳрамони». УзА. 28 августа 2019. Архивировано 2 сентября 2019. Дата обращения: 18 января 2020.
27. ↑  О присвоении звания «Ўзбекистон Қаҳрамони». УзА. 24 августа 2021. Архивировано 24 августа 2021. Дата обращения: 24 августа 2021.